# Classe Requin
La classe Requin di nove sommergibili da crociera appartenne alla Marine nationale e fu progettata dopo le esperienze di guerra navale nella prima guerra mondiale. Gli esemplari erano armati con dieci tubi lanciasiluri da 550 mm, un pezzo da 100 mm e godevano di vasta autonomia, pur non brillando nelle manovre subacquee. Rimodernata a metà degli anni trenta, la classe fu posta in disarmo dopo la vittoria tedesca nella campagna di Francia e solo due esemplari si schierarono con gli Alleati; gli altri andarono via via distrutti o affondati e, alla fine del 1942, quattro battelli (compreso il capoclasse) furono incorporati nella Regia Marina. Gli italiani riuscirono a rimetterne in efficienza uno solo, il Phoque, e lo persero nel febbraio 1943. Gli ultimi esemplari furono autoaffondati in porti italiani all'indomani dell'armistizio di Cassibile. Alla seconda guerra mondiale sopravvisse il solo Marsouin in stato precario, tanto che la Francia se ne disfece nel 1946.

## Progetto
Subito la conclusione vittoriosa della prima guerra mondiale, la Francia intraprese uno studio della propria branca subacquea allo scopo di ampliarla e migliorarla; questi piani si giovarono della cessione, da parte dello sconfitto Impero tedesco, di alcuni degli U-Boot della disciolta Kaiserliche Marine: unità discrete e ben progettate. Inoltre le intenzioni francesi non furono ostacolate dal trattato navale di Washington del febbraio 1922, dato che limitava le navi da battaglia, come corazzate e incrociatori da battaglia, e non considerava il naviglio minore o subacqueo. Gli ambienti tecnici della Marine nationale suddivisero la futura flotta sottomarina in tre categorie fondamentali: grandi sommergibili da crociera oceanica; sommergibili costieri, per operare soprattutto nelle acque dell'Europa; e infine sommergibili posamine. Questi tre gruppi erano accomunati da una serie di peculiarità, quali ad esempio tubi lanciasiluri montati sullo scafo esterno e brandeggiabili, una cura particolare nella manovrabilità in superficie e un livello di abitabilità superiore alla media dell'epoca (motivata dal fatto che i battelli avrebbero potuto operare in aree tropicali, dove si estendeva l'Impero coloniale francese). All'inizio degli anni venti il progetto della prima classe di sommergibili oceanici postbellici, battezzata Requin, fu rifinito e approvato: le alte sfere militari di Parigi anticiparono per la classe l'impiego soprattutto nei territori d'oltremare e per la ricognizione.

## Caratteristiche tecniche
I Requin erano battelli lunghi 78,30 metri, con una baglio di 6,84 metri e un pescaggio di 5,10 metri, caratterizzati dalla presenza di un doppio scafo. Il dislocamento standard era di 962 tonnellate e a pieno carico di 1 168 tonnellate; in immersione il dislocamento aumentava a 1 464 tonnellate. L'apparato propulsore era formato da due motori Diesel Sulzer e da due motori elettrici, sebbene una parte della classe fosse stata dotata di due diesel Schneider in corso di assemblaggio. I motori Sulzer o Schneider, usati durante la navigazione in superficie, erogavano una potenza di 2 900 shp e garantivano una velocità massima di 15 nodi (28,5 km/h); quelli elettrici, impiegati in immersione, sviluppavano 1 800 shp e garantivano una velocità massima di 9 nodi (17,1 km/h). Il gasolio per gli apparati diesel era contenuto in un serbatoio da 118 tonnellate e in alcuni altri serbatoi da zavorra per altre 52 tonnellate (170 tonnellate complessive): questa scorta garantiva un'autonomia di 6 650 miglia alla velocità di 10 nodi in emersione (ovvero 12 316 chilometri a 19 km/h) e di 105 miglia a 5 nodi in immersione (1 945 chilometri a 9,5 km/h). Ai motori erano vincolati due alberi con un'elica ciascuno. La profondità operativa massima dei Requin era pari a 80 metri.
L'armamento della classe si articolava su dieci tubi lanciasiluri da 550 mm: quattro a prua, due a poppa e due coppie installate in appositi recessi ricavati nello scafo esterno, brandeggiabili dall'interno. In totale erano trasportati sedici ordigni, ma solo i tubi nello scafo erano ricaricabili nel corso della navigazione. Sul ponte, davanti alla falsatorre, era stato installato un cannone Modèle 1917 da 100 mm L/45, che sparava proiettili a carica separata da 16 chili con una velocità alla volata di 703 m/s. Come difesa contraerea furono installate due mitragliatrici da 8 mm, ciascuna sul proprio supporto.
L'equipaggio della classe ammontava a quattro ufficiali e 50 tra sottufficiali e marinai. Una fonte parla invece di 50 uomini in totale.

## Costruzione
La classe Requin fu ordinata in due distinti programmi navali: nel 1922 furono richiesti sei battelli e nel 1923 altre tre unità, dopodiché la Marine nationale passò alla successiva classe Ariane. L'arsenale di Cherbourg si aggiudicò la costruzione di cinque sommergibili, quelli di Tolone e di Brest ebbero la responsabilità per due battelli cadauno. Gli esemplari della classe furono impostati tra il giugno 1922 e l'ottobre 1924, varati tra il luglio 1924 e il marzo 1927 e completati tra il maggio 1926 e il maggio 1928. Ogni esemplare ebbe all'inizio un identificativo alfanumerico, poi rimpiazzato dal nome definitivo: Q115 (futuro Requin), Q116 (Souffleur), Q117 (Morse), Q118 (Narval), Q119 (Marsuin), Q120 (Dauphin), Q127 (Caïman), Q128 (Phoque) e Q129 (Espadon). Nel 1939 equipaggiavano le divisioni 9^, 10^ ed 11^ della flotta in Mediterraneo.

## Unità
| Nome      | Cantiere              | Impostazione     | Varo                          | Completamento    | Destino finale |
| --------- | --------------------- | ---------------- | ----------------------------- | ---------------- | --- |
| Requin    | Arsenale di Cherbourg | 14 giugno 1922   | 19 luglio 1924                | 28 maggio 1926   | Effettivo alla 11ª divisione di Biserta. Catturato dal Regno d'Italia nel dicembre 1942, poi dalla Germania nazista nel settembre 1943; fato preciso ignoto                                             |
| Souffleur | Arsenale di Cherbourg | 2 ottobre 1922   | 1º ottobre 1924               | 10 agosto 1926   | Effettivo alla 9ª divisione di Biserta. Affondato il 25 giugno 1941 da un sommergibile al largo di Beirut (33°49′N 35°26′E)                                                                             |
| Marsouin  | Arsenale di Brest     | 4 novembre 1922  | 27 dicembre 1924              | 7 settembre 1927 | Effettivo alla 11ª divisione di Biserta. Passato agli Alleati nel novembre 1942; in disarmo a Orano nell'aprile 1944 e radiato il 28 febbraio 1946                                                      |
| Dauphin   | Arsenale di Tolone    | 11 dicembre 1922 | 2 aprile 1925                 | 22 novembre 1927 | Effettivo alla 10ª divisione di Beirut. Catturato dal Regno d'Italia nel dicembre 1942, poi dalla Germania nazista nel settembre 1943; mandato a fondo il 15 settembre 1943                             |
| Narval    | Arsenale di Cherbourg | 19 marzo 1923    | 9 maggio 1925                 | 23 luglio 1926   | Effettivo alla 11ª divisione di Biserta. Consegnatosi a Malta il 25 giugno 1940 non condividendo la resa. Affondato il 15 dicembre 1940 da una mina italiana al largo di Sfax (35°03′N 11°53′E)         |
| Morse     | Arsenale di Cherbourg | 12 febbraio 1923 | 9 maggio 1925 (o 11 novembre) | 10 febbraio 1928 | Effettivo alla 9ª divisione di Biserta. Affondato per errore il 16 giugno 1940 da una mina francese vicino alle isole Kerkenna                                                                          |
| Phoque    | Arsenale di Brest     | 21 maggio 1924   | 16 marzo 1926                 | 7 maggio 1928    | Effettivo alla 10ª divisione di Beirut. Catturato dal Regno d'Italia nel dicembre 1942, affondato il 28 febbraio 1943 da attacco aereo al largo di Capo Murro di Porco                                  |
| Espadon   | Arsenale di Tolone    | 1º ottobre 1923  | 28 maggio 1926                | 16 dicembre 1927 | Effettivo alla 10ª divisione di Beirut. Catturato dal Regno d'Italia nel dicembre 1943, mandato a fondo nel settembre 1943 a Castellammare di Stabia, recuperato dalla Germania nazista ma non riparato |
| Caïman    | Arsenale di Cherbourg | 11 agosto 1924   | 3 marzo 1927                  | 7 febbraio 1928  | Effettivo alla 11ª divisione di Biserta. Autoaffondatosi a Tolone il 27 novembre 1942, recuperato nel 1943 e affondato l'11 marzo 1944 da attacco aereo                                                 |

## Impiego operativo

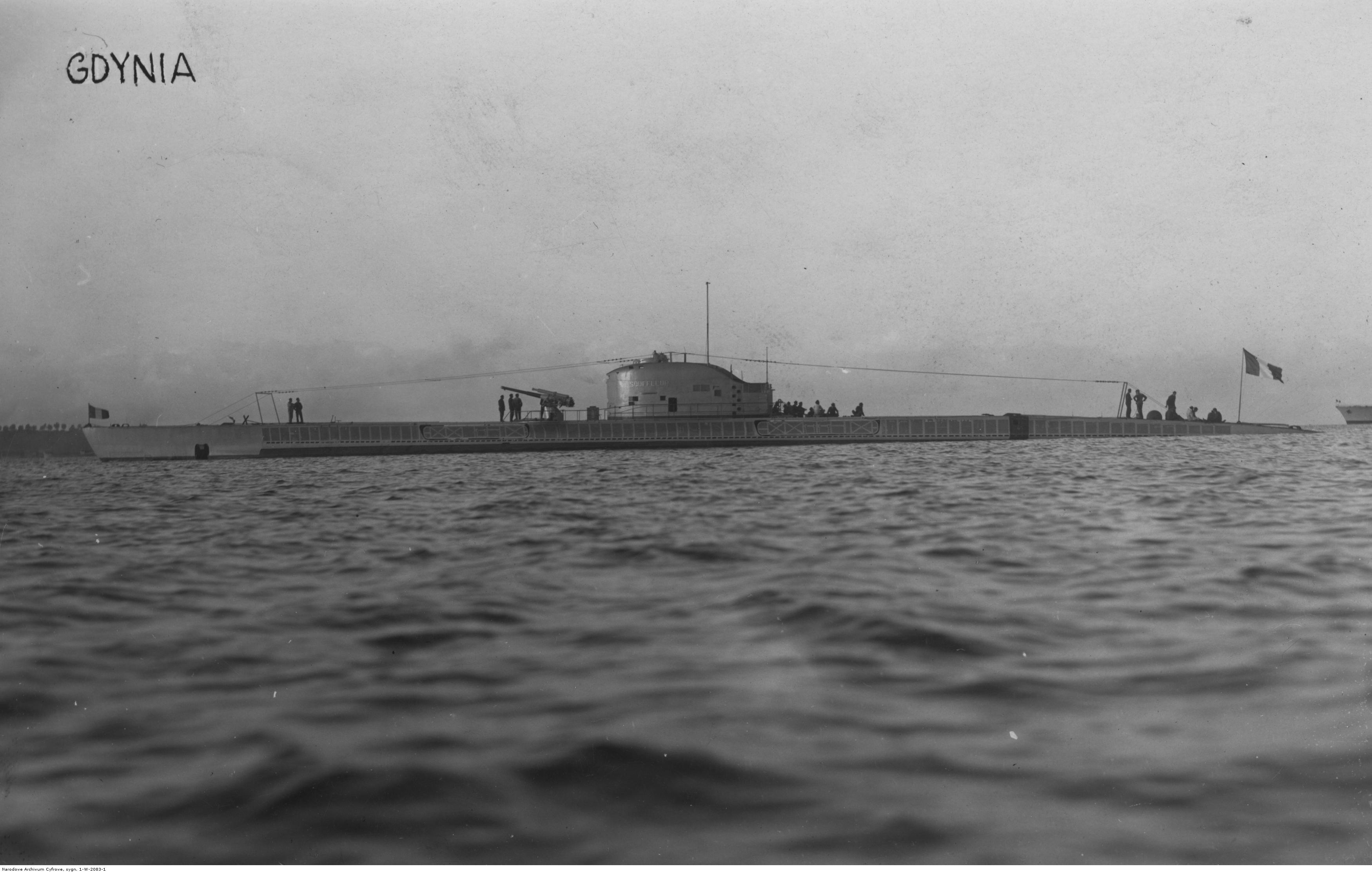
Il Souffleur nel 1924

La classe Requin operò prevalentemente lungo le coste africane dei possedimenti francesi e nel mar Mediterraneo. Tutti gli esemplari dimostrarono di essere molto più manovrieri come vascelli di superficie: in immersione le prestazioni e la risposta ai comandi calavano drasticamente. La classe subì un approfondito processo di riequipaggiamento e manutenzione, trattandosi dei battelli più anziani in dotazione alla Marine nationale, che durò dal 1935 al 1937 e che incluse anche una completa sostituzione dei motori. Inoltre le due mitragliatrici da 8 mm furono sostituite da una mitragliatrice pesante da 13 mm. Nel settembre 1939, allo scoppio della seconda guerra mondiale in Europa, i Requin furono incaricati di pattugliamenti nelle acque africane e mediterranee, collaborando con la Royal Navy: nel corso di queste missioni andò perduto il Morse, a causa di una mina francese.
La capitolazione francese del 22 giugno 1940 trovò la classe abbastanza sparpagliata; a Biserta erano ancorati il capoclasse Requin e il Dauphin, il Phoque e l'Espadon, che furono posti in disarmo. Lo stesso trattamento fu riservato al Caïman e al Marsouin, fermi ad Algeri, e al Souffleur in acque siriane – dove peraltro fu distrutto dal sommergibile HMS Parthian durante le operazioni di riconquista britanniche e della France libre di Charles de Gaulle (estate 1941). Il Narval si trovava in crociera e il suo comandante rifiutò di tornare alla base di Tolone e rispettare le disposizioni dell'armistizio franco-tedesco: il sommergibile si unì alle modeste forze navali della Francia libera. Cadde vittima di una mina il 15 dicembre 1940 al largo di Malta, anche se il suo affondamento potrebbe essere avvenuto più tardi, nel gennaio 1941, a opera della torpediniera Clio.
L'8 novembre 1942 gli Alleati sbarcarono in forze nell'Africa settentrionale controllata dal governo di Vichy: il Caïman e il Marsouin fuggirono da Algeri e raggiunsero Tolone. Il 10 la Germania, preoccupata della tenuta del debole stato di Vichy e della defezione di importanti personalità francesi in campo alleato, attivò l'operazione Anton per occupare militarmente tutta la Francia metropolitana; il grosso della flotta francese, ferma a Tolone, si autoaffondò in massa il 27 novembre per non cadere nelle mani dell'Asse e il Caïman ne seguì la sorte. Al contrario l'equipaggio del Marsouin decise di continuare a combattere, abbandonò Tolone e raggiunse gli Alleati, rimanendo in prima linea fino all'aprile 1944. In dicembre forze italo-tedesche si impossessarono anche del protettorato francese in Tunisia e i quattro Requin fermi a Biserta furono requisiti dai tedeschi, che li cedettero alla Regia Marina; essa tentò di rimetterli in efficienza e provvide inoltre a rinominarli: il Requin divenne l'FR 113, il Dauphin l'FR 115, il Phoque l'FR 111 e l'Espadon l'FR 114. In realtà, solo l'ex Phoque tornò operativo e fu affondato nel corso della prima serie di incursioni aeree alleate sulla Sicilia, il 28 febbraio 1943, al largo di Capo Murro di Porco. Gli altri tre esemplari furono sabotati o mandati a fondo dagli italiani o dai tedeschi nei giorni immediatamente successivi all'armistizio dell'8 settembre 1943.
Alla conclusione delle ostilità l'unico esemplare della classe ancora funzionante era il vecchio Marsouin. Restituito alla Francia, fu radiato d'ufficio all'inizio del 1946 e avviato alla demolizione.